# Iñigo Cervantes Huegun
Íñigo Cervantes-Huegun (* 30. listopadu 1989 Irun, Gipuzkoa) je španělský profesionální tenista. Ve své dosavadní kariéře na okruhu ATP World Tour nevyhrál žádný turnaj. Na challengerech ATP a okruhu ITF získal do září 2019 dvanáct titulů ve dvouhře a jednadvacet ve čtyřhře. Oblíbeným povrchem je antuka, úderem pak podání, turnajem newyorský US Open. Idoly v dospívání byli Lleyton Hewitt a Marcelo Ríos.
Na žebříčku ATP byl ve dvouhře nejvýše klasifikován v březnu 2016 na 56. místě a ve čtyřhře pak v témže měsíci na 105. místě. Do září 2019 jej trénovali Javier Ferrer a Israel Vior.
Do hlavní soutěže grandslamu se poprvé probojoval ve Wimbledonu 2012, kde v úvodním kole porazil Itala Flavia Cipollu. V roce 2016 si zahrál všechny grandslamy sezóny, na žádném z nich se mu ale nepodařilo přejít přes 1. kolo.

## Soukromý život
Narodil se roku 1989 v baskickém Irunu do rodiny Manuela Cervantese, fotbalového brankáře v klubech Murcia, Real Betis, Real Sociedad, Salamanca a San Sebastian, a Luisy. Bratr Mikel Cervantes-Huegun hraje také tenis. Má ještě 2 sestry, Paulu a Esther. Trénuje v areálu Academia de Tenis Ferrer – Jávea (Xábia, Alicante). Fandí fotbalovému týmu Real Sociedad, rád chodí do kina a tráví čas s přáteli. Jeho fitness trenérem je Jaume Ros.

## Tituly na challengerech ATP a okruhu Futures
Seznam je neúplný.
| Legenda     |
| ----------- |
| Challengery |
| Futures     |

### Dvouhra: (12)
| Č.  | Datum              | Turnaj    | Povrch | Soupeř ve finále            | Výsledek       |
| --- | ------------------ | --------- | ------ | --------------------------- | -------------- |
| 1.  | 14. června 2008    | La Palma  | tvrdý  | David Canudas Fernandez     | 6-4, 4-6, 6-4  |
| 2.  | 20. července 2008  | Gandia    | antuka | Roberto Bautista Agut       | 4-6, 7-5, 6-1  |
| 3.  | 18. ledna 2009     | Menorca   | antuka | Javier Genaro-Martinez      | 6-2, 6-3       |
| 4.  | 18. ledna 2009     | Saransk   | antuka | Jonathan Dasnières de Veigy | 7-5, 6-4       |
| 5.  | 16. května 2010    | Lleida    | antuka | Andoni Vivanco-Guzman       | 6-4, 7-5       |
| 6.  | 19. června 2011    | Alkmaar   | antuka | Maxime Authom               | 6-3, 4-6, 6-0  |
| 7.  | 25. září 2011      | Trnava    | antuka | Pavol Červenák              | 6-4, 7-63      |
| 8.  | 13. dubna 2014     | Pula      | antuka | Matteo Trevisan             | 5-7, 7-5, 6-1  |
| 9.  | 3. května 2015     | Ostrava   | antuka | Adam Pavlásek               | 7-65, 6-4      |
| 10. | 31. května 2015    | Vicenza   | antuka | John Millman                | 6-4, 6-2       |
| 11. | 4. července 2015   | Marburg   | antuka | Nils Langer                 | 2-6, 7-63, 6-3 |
| 12. | 29. listopadu 2015 | Sao Paulo | antuka | Daniel Muñoz de la Nava     | 6-2, 3-6, 7-64 |

### Čtyřhra: (21)
| Č.  | Datum           | Turnaj            | Povrch | Spoluhráč               | Soupeři ve finále                            | Výsledek                   |
| --- | --------------- | ----------------- | ------ | ----------------------- | -------------------------------------------- | -------------------------- |
| 1.  | 10. května 2008 | Vic               | antuka | David Diaz-Ventura      | Bart Govaerts Carlos Rexach-Itoiz            | bez boje                   |
| 2.  | 16. srpna 2008  | Irun              | antuka | Gerard Granollers-Pujol | Thomas Cazes-Carrere Romain Jouan            | 65-7, 7-65, [10-6]         |
| 3.  | 18. října 2008  | Sabadell          | antuka | Gerard Granollers-Pujol | David Ollivier-Baquero Carlos Rexach-Itoiz   | 7-5, 3-6, [10-7]           |
| 4.  | 18. ledna 2009  | Menorca           | antuka | Gerard Granollers-Pujol | Dustin Brown Peter Steinberger               | 6-3, 7-5                   |
| 5.  | 8. května 2011  | Balaguer          | antuka | Miguel-Angel Lopez Jaen | Allen Perel Gabriel Trujillo-Soler           | 4-6, 6-2, [10-3]           |
| 6.  | 19. června 2011 | Alkmaar           | antuka | Pablo Galdon            | Timo Nieminen Juho Paukku                    | 6-0, 7-63                  |
| 7.  | 17. března 2012 | Rabat             | antuka | Federico Delbonis       | Martin Kližan Stéphane Robert                | 6-73, 6-1, [10-5]          |
| 8.  | 3. srpna 2014   | Cortina d'Ampezzo | antuka | Juan Lizariturry        | Hsin-Han Lee Vahid Mirzadeh                  | 7-5, 3-6, [10-8]           |
| 9.  | 10. října 2015  | Mohammedia        | antuka | Mark Vervoort           | Pablo Carreño Busta Roberto Carballés Baena  | 3-6, 7-62, [12-10]         |
| 10. | 10. září 2016   | Sevilla           | antuka | Oriol Roca Batalla      | Ariel Behar Enrique López Pérez              | 6-2, 6-5 RET               |
| 11. | 3. září 2017    | San Sebastián     | antuka | Daniel Gimeno-Traver    | Alejandro Davidovich Fokina Alexis Klegou    | 4-6, 7-5, [10-6]           |
| 12. | 10. září 2017   | Sevilla           | antuka | Pedro Cachín            | Ivan Gachov David Vega Hernández             | 7-65, 3-6, [10-5]          |
| 13. | březen 2020     | Murcia            | antuka | Oriol Roca Batalla      | Sergio Martos Gornés David Pérez Sanz        | 7–6(7–3), 6–3              |
| 14. | listopad 2020   | Lima              | antuka | Oriol Roca Batalla      | Collin Altamirano Vitaliy Sachko             | 6–3, 6-4                   |
| 15. | duben 2022      | Murcia            | antuka | Oriol Roca Batalla      | Pedro Cachín Martín Cuevas                   | 6–7(4–7), 7–6(7–4), [10–7] |
| 16. | červen 2022     | La Nucia          | antuka | Oriol Roca Batalla      | Álvaro López San Martín Alex Marti Pujolras  | 6–2, 2–6, [13–11]          |
| 17. | červenec 2022   | Troyes            | antuka | Oriol Roca Batalla      | Thiago Agustín Tirante Juan Bautista Torres  | 6-1, 6-2                   |
| 18. | srpen 2022      | Santander         | antuka | Sergi Pérez Contri      | Titouan Droguet Grégoire Jacq                | 6–3, 6–4                   |
| 19. | září 2022       | Oviedo            | antuka | Oriol Roca Batalla      | Álvaro López San Martín Carlos Sánchez Jover | 6–2, 6–2                   |
| 20. | březen 2023     | Torelló           | antuka | Oriol Roca Batalla      | John Echeverria Alejandro Moro Cañas         | 7–5, 6–4                   |
| 21. | červen 2023     | Troisdorf         | antuka | Oriol Roca Batalla      | Manuel Guinard Grégoire Jacq                 | 6–2, 7–6(7–1)              |